# 15-ös busz (Sopron, 2002–2012)
A soproni 15-ös jelzésű autóbusz Aranyhegyi lakópark és Lővér szálló végállomások között közlekedett.

## Története
A 15-ös járat 2002. június 17-én indult a Ravazd utcai lakóteleptől (később: Aranyhegyi lakópark, most: Rákosi út, Ív utca), és a Rákosi út - Híd utca - Magyar utca - Ötvös utca - Várkerületen keresztül érte el az Ógabona teret, ahonnét a 2-es busz útvonalán az Alsólővér érintésével érte el a Lővér szállót, ellenkező irányban pedig a Felsőlővér érintésével közlekedett, a Mátyás király utcáig a 2-es busszal azonos útvonalon, majd a Móricz Zsigmond utca - Magyar utca - Híd utca - Rákosi úton keresztül ért vissza a Ravazd utcai végállomásához. Később a járat érintette az aranyhegyi ipari parkot, ezzel egyidőben elindult a 15A jelzésű busz is, amely az aranyhegyi ipari park érintése nélkül közlekedett.
 A 15 és 15A járatok 2012. április 30-án indultak utoljára, ugyanis a május 1-jétől érvénybe lépett menetrend módosítás alapján ezek a viszonylatok megszűntek. A Lővérek utasforgalmát a továbbiakban csak az  1-es és 2-es buszok szolgálják ki, az Aranyhegyi lakópark utasait pedig az új 27-es és 27B jelzésű buszok szállítják, amelyek már hétköznap és hétvégén is egész nap járnak, ezzel kedvezőbb lehetőségeket biztosítva a lakótelepen utazók számára.

## Útvonal
| Aranyhegyi lakópark → Lővér szálló |
| --- |
| Aranyhegyi lakópark végállomás – Ív utca – Verő József utca – Kőrösi Csoma Sándor utca – Rákosi út – Híd utca – Fapiac utca – Magyar utca – Ötvös utca – Várkerület – Széchenyi tér – Erzsébet utca – Állomás utca – Mátyás király utca – Csengery utca – aluljáró – Ady Endre út – Béke út – Bajcsy-Zsilinszky utca – Mikoviny utca – Városligeti utca – Lővér körút – Várisi utca – Lővér szálló végállomás |

| Lővér szálló → Aranyhegyi lakópark |
| --- |
| Lővér szálló végállomás – Várisi utca – Lővér körút – Ady Endre út – aluljáró – Csengery utca – Erzsébet utca – Állomás utca – Mátyás király utca – Móricz Zsigmond utca – Magyar utca – Fapiac utca – Híd utca – Rákosi út – Kőrösi Csoma Sándor utca – Verő József utca – Ív utca – Aranyhegyi lakópark végállomás |

## Megállóhelyek
| Távolság (km) | Idő (perc) | Megállóhely neve / korábbi neve(i)                                    | Idő (perc) | Távolság (km) | Átszállási lehetőségek a 2012.04.30.-ig érvényes menetrend szerint                                                          | Nevezetességek / Helyek / Intézmények / Megjegyzések |
| ------------- | ---------- | --------------------------------------------------------------------- | ---------- | ------------- | --- | --- |
| 0             | 0          | Aranyhegyi lakópark Ravazd utcai lakótelep                            | 22         | 7,5           | 15A, 23B | |
| 0,9           | 1          | Aranyhegyi ipari park Ipari park                                      | 21         | 6,6           | 23B | |
| –             | –          | Rákosi út, Híd utca Híd utca 58.                                      | 20         | 6,1           | 5M, 6, 7, 7A, 7B, 13, 13B, 15A, 33                                                                                          | Szent Mihály temető Szent Mihály-templom Izraelita temető |
| 1,4           | 3          | Híd utca, Rákosi út Híd utca 58.                                      | –          | –             | 5M, 6, 7, 7A, 7B, 13, 13B, 15A, 33                                                                                          | Szent Mihály temető Szent Mihály-templom Izraelita temető |
| 1,9           | 4          | Híd utca, Balfi út Híd utca 17.                                       | 19         | 5,5           | 5M, 6, 7, 7A, 7B, 13, 13B, 14, 14B, 15A, 33                                                                                 | Soproni Szent Kereszt kápolna |
| 2,3           | 5          | Fapiac Fapiac 11.                                                     | 18         | 5,1           | 4, 5M, 6, 7, 7A, 7B, 11M, 13, 13B, 14, 14B, 15A, 33                                                                         | Szent István park Soproni Szent István Plébánia |
| –             | –          | Móricz Zsigmond utca                                                  | 14         | 4,7           | 6, 7, 7B, 13, 13B, 14, 14B, 15A, 33                                                                                         | |
| 3,0           | 7          | Várkerület, Ötvös utca Várkerület 87. (Ötvös utca)                    | –          | –             | 1, 2, 4, 5, 5A, 5T, 9, 10, 10A, 10B, 10IB, 10M, 10MB, 10Y, 11M, 12, 12A, 15A, 17, 20, 20K, 20M, 23, 23B, 32                 | Liszt Ferenc Konferencia- és Kulturális Központ Soproni Petőfi Színház Posta Soproni Szent Júdás Tádé-templom SOE Lámfalussy Sándor Közgazdaságtudományi Kar Európa leghosszabb tere – Deák tér |
| 3,4           | 8          | Erzsébet utca                                                         | –          | –             | 1, 2, 5, 5A, 5T, 9, 10, 10A, 10B, 10Y, 11, 11A, 12, 12A, 15A, 17, 20, 20K, 20M, 22, 32                                      | Liszt Ferenc Konferencia- és Kulturális Központ Soproni Petőfi Színház Posta Soproni Szent Júdás Tádé-templom SOE Lámfalussy Sándor Közgazdaságtudományi Kar Európa leghosszabb tere – Deák tér |
| –             | –          | Mátyás király utca, Deák tér                                          | 13         | 4,3           | 1, 2, 4, 5, 5A, 5T, 7, 7B, 9, 10, 10A, 10B, 10IB, 10M, 10MB, 10Y, 11, 11A, 11M, 12, 12A, 15A, 17, 20, 20K, 20M, 22, 32      | Liszt Ferenc Konferencia- és Kulturális Központ Soproni Petőfi Színház Posta Soproni Szent Júdás Tádé-templom SOE Lámfalussy Sándor Közgazdaságtudományi Kar Európa leghosszabb tere – Deák tér |
| 4,0           | 10         | GYSEV pályaudvar                                                      | 11         | 4,1           | 1, 2, 4, 5, 5A, 5T, 7, 7B, 9, 10, 10A, 10B, 10IB, 10M, 10MB, 10Y, 11, 11A, 11M, 12, 12A, 12V, 15A, 17, 20, 20K, 20M, 22, 32 | Sopron vasútállomás GYSEV Zrt. SPAR szupermarket |
| 4,4           | 12         | Csengery utca, Elzett-udvar                                           | 10         | 3,7           | 1, 2, 4, 9, 10, 10A, 10B, 10IB, 10M, 10MB, 10Y, 11M, 12, 12A, 15A                                                           | Soproni Kereskedelmi és Iparkamara Európa leghosszabb tere – Deák tér |
| 4,9           | 14         | Frankenburg úti aluljáró                                              | 9          | 3,3           | 1, 2, 4, 10, 10A, 10B, 10IB, 10M, 10MB, 10Y, 12V, 15A                                                                       | Soproni Kereskedelmi és Iparkamara Európa leghosszabb tere – Deák tér |
| –             | –          | Ady Endre út, Erzsébet-kert                                           | 8          | 2,8           | 1, 2, 10, 10A, 10B, 10IB, 10M, 10MB, 10Y, 12V, 15A                                                                          | Erzsébet-kert |
| 5,8           | 16         | Bajcsy-Zsilinszky utca, egyetem                                       | –          | –             | 1, 2, 15A | Soproni Egyetem |
| –             | –          | Cseresznye sor                                                        | 7          | 2,4           | 1, 2, 15A | SOE Egyetemi Élő Növénygyűjtemény (Botanikus kert) |
| 6,1           | 17         | Hóvirág utca (pedagógusotthon) Mikoviny utca, pedagógusotthon         | –          | –             | 1, 2, 15A | SOE Egyetemi Élő Növénygyűjtemény (Botanikus kert) |
| –             | –          | Lővér uszoda                                                          | 5          | 1,7           | 1, 2, 15A | Lőver uszoda |
| 6,5           | 18         | Mikoviny utca, Gyermekvédelmi központ Mikoviny utca, Lokomotív Szálló | –          | –             | 1, 2, 15A | SVSE sporttelep |
| –             | –          | Hotel Szieszta Hotel Maróni                                           | 3          | 0,9           | 1, 2, 12V, 15A | Sörházdombi kilátó |
| 6,9           | 20         | Manninger utca                                                        | –          | –             | 1, 2, 15A | |
| 7,4           | 21         | Citadella park Camping, bejárati út                                   | –          | –             | 1, 2, 15A | Citadella park Lővér kemping (VOLT Fesztivál) |
| –             | –          | Diána panzió Gyermekszanatórium                                       | 2          | 0,6           | 1, 2, 15A | |
| 7,8           | 22         | Lővér körút 33. Hotel Szilenció                                       | –          | –             | 1, 2, 15A | Lővér kemping (VOLT Fesztivál) |
| 8,3           | 23         | Állami szanatórium                                                    | 1          | 0,2           | 1, 2, 15A | Soproni Rehabilitációs Gyógyintézet |
| 8,6           | 24         | Lővér szálló                                                          | 0          | 0             | 1, 2, 15A | Károly-kilátó Lővér kalandpark Lővér Alpin Park |